# Rudolfiella lindmaniana
Rudolfiella lindmaniana är en orkidéart som först beskrevs av Friedrich Fritz Wilhelm Ludwig Kraenzlin, och fick sitt nu gällande namn av Frederico Carlos Hoehne. Rudolfiella lindmaniana ingår i släktet Rudolfiella och familjen orkidéer. Inga underarter finns listade i Catalogue of Life.